# Spolvero
El spolvero (derivado del italiano polvere, 'polvo') es una técnica artística utilizada para transferir una imagen de una superficie a otra. Es similar al calco y es útil para crear copias de un esquema de boceto para producir trabajos terminados.

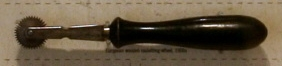
Una rueda de spolvero, también conocida como rueda de trazado.

Ha sido una técnica común durante siglos, utilizada para crear copias de retratos y otras obras que se terminarían como pinturas al óleo, grabados, frescos, cerámica, etcétera. El método más común consiste en colocar papel semitransparente sobre la imagen original y luego repasar a lo largo de las líneas de la imagen creando marcas perforadas en la hoja de papel superior. Este dibujo punzado se coloca sobre una nueva superficie de trabajo. Un polvo como tiza, grafito o pastel es forzado a través de los orificios para dejar un contorno en la superficie de trabajo de abajo, transfiriendo así la imagen. El polvo se aplica colocándolo en una pequeña bolsa de tela delgada, como una gasa, y luego se frota suavemente sobre los agujeros punzados del dibujo.

## Ejemplos

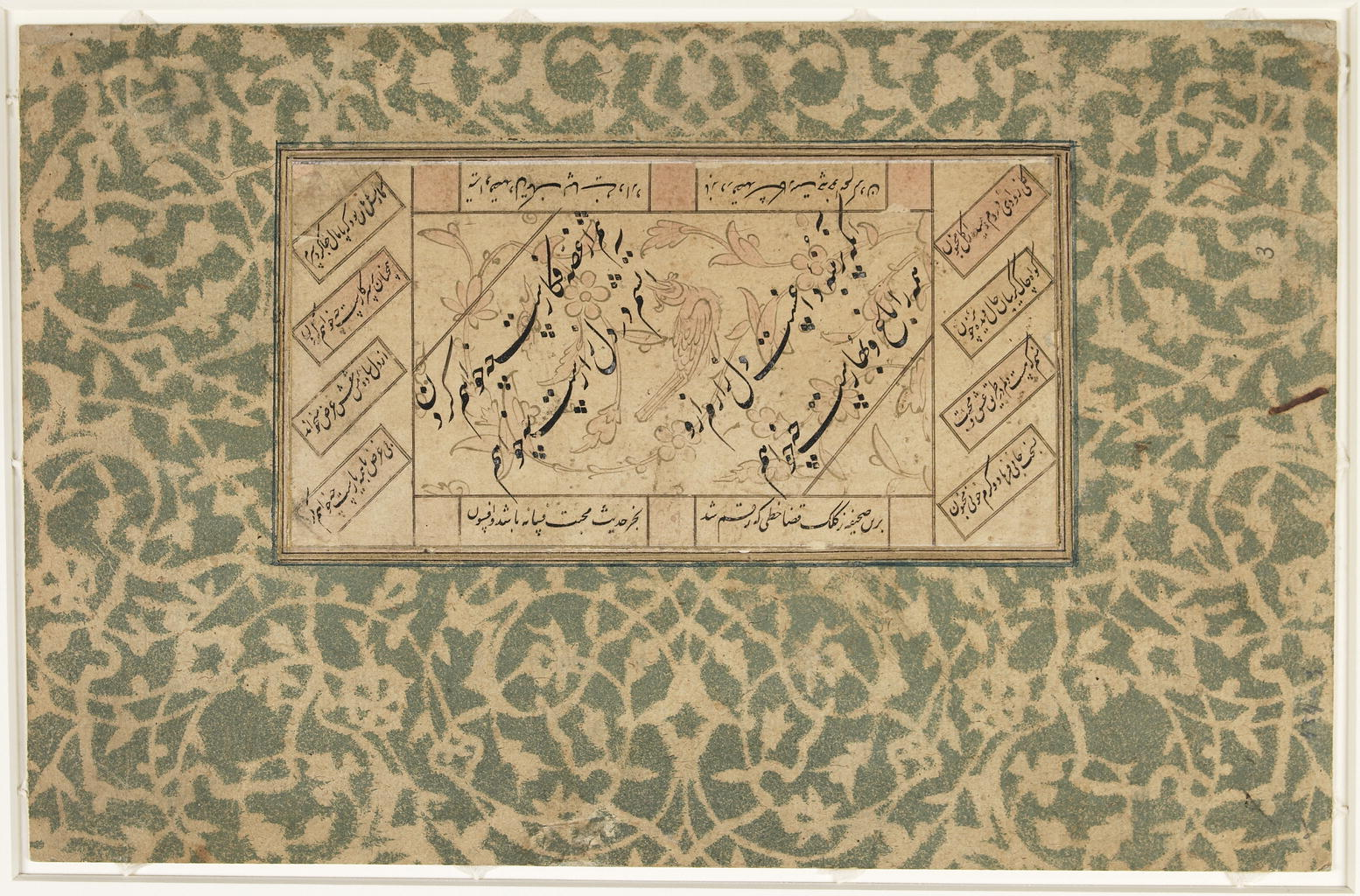
Fragmento caligráfico, Irán, c. 1500-1600.
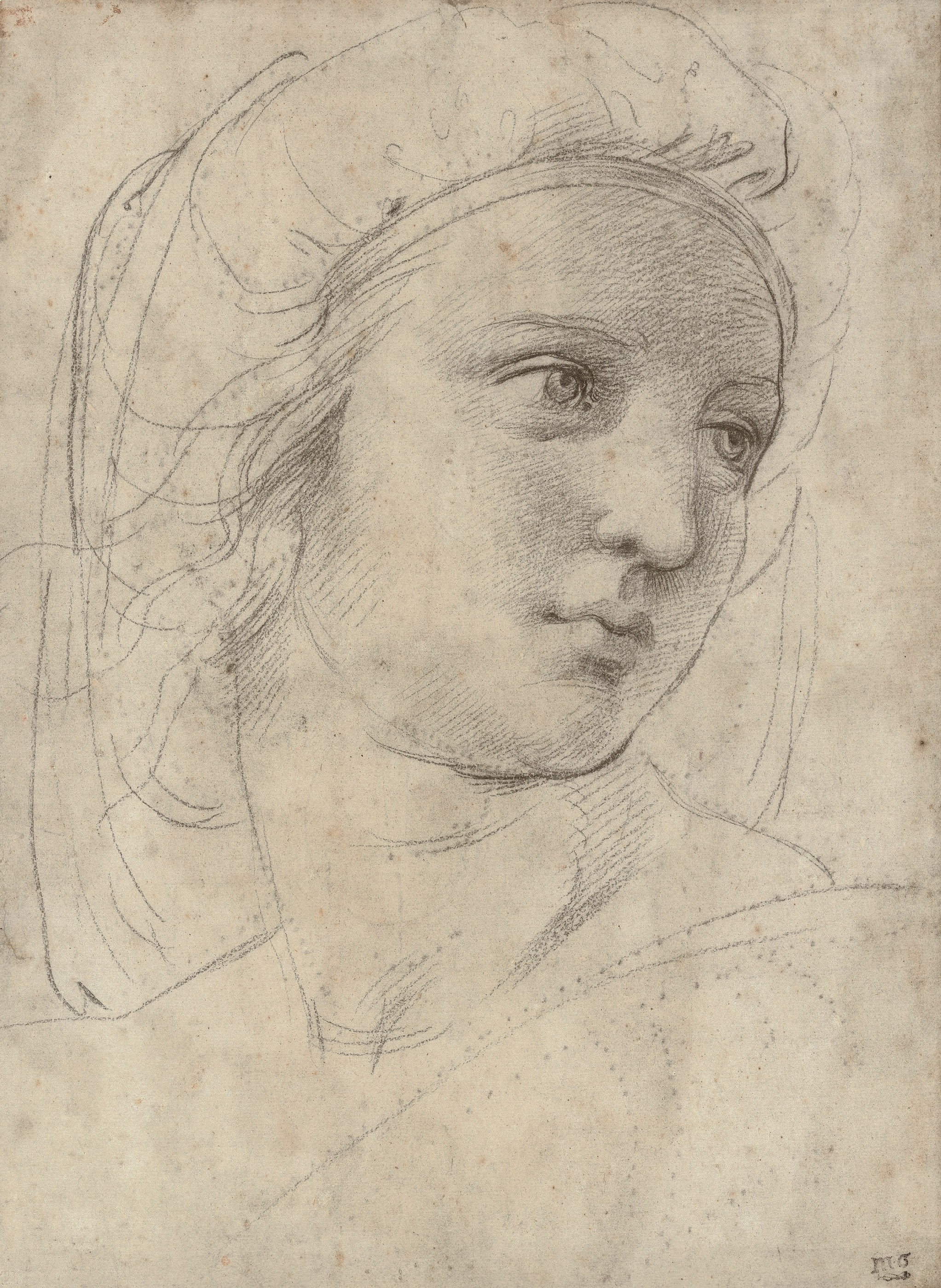
Cabeza de Musa por Rafael Sanzio, c. 1490.
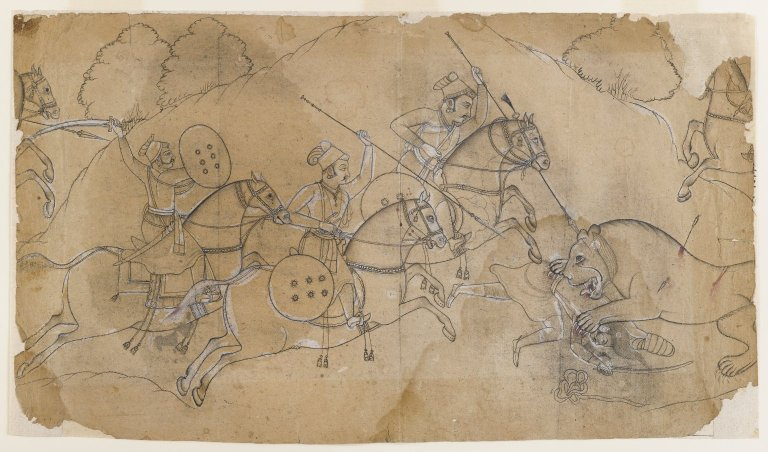
Caza de León, anónimo, India, c. 1680.
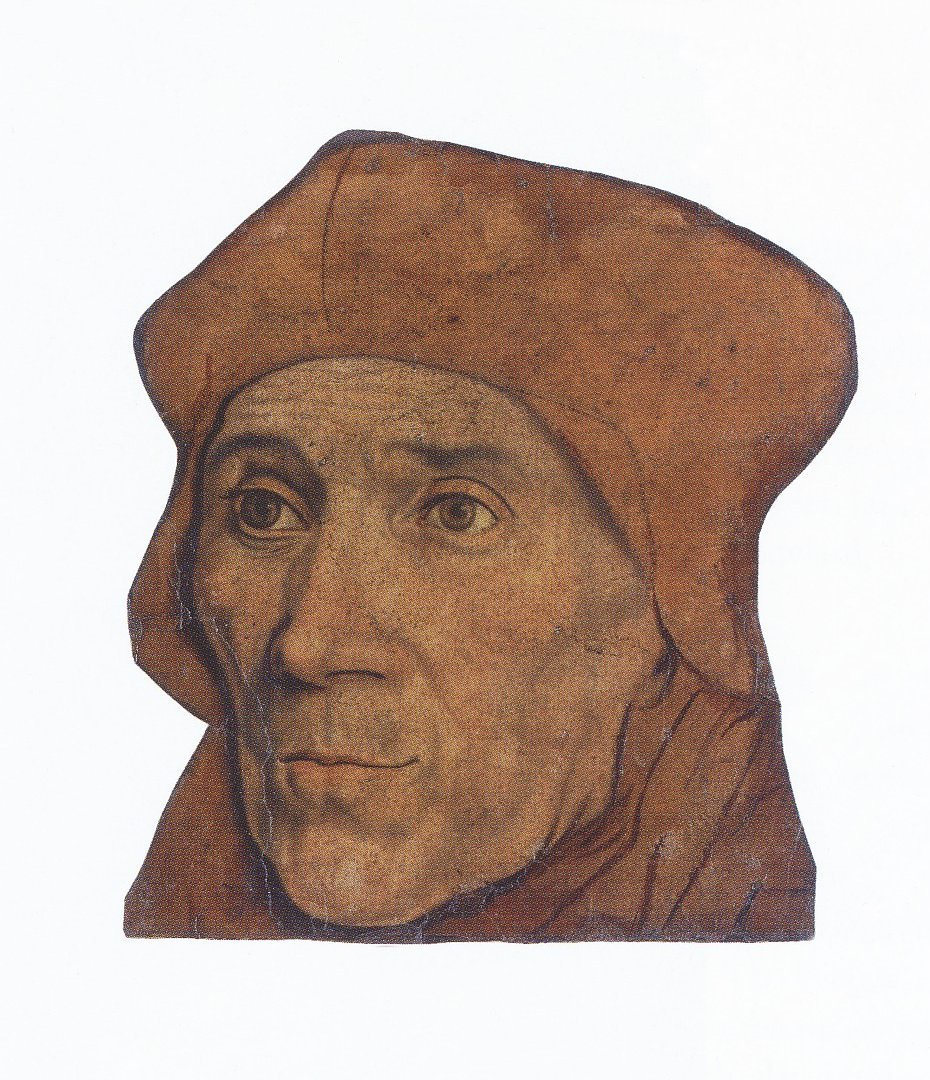
John Fisher, Obispo de Rochester, después de Hans Holbein el Joven, c.1570.
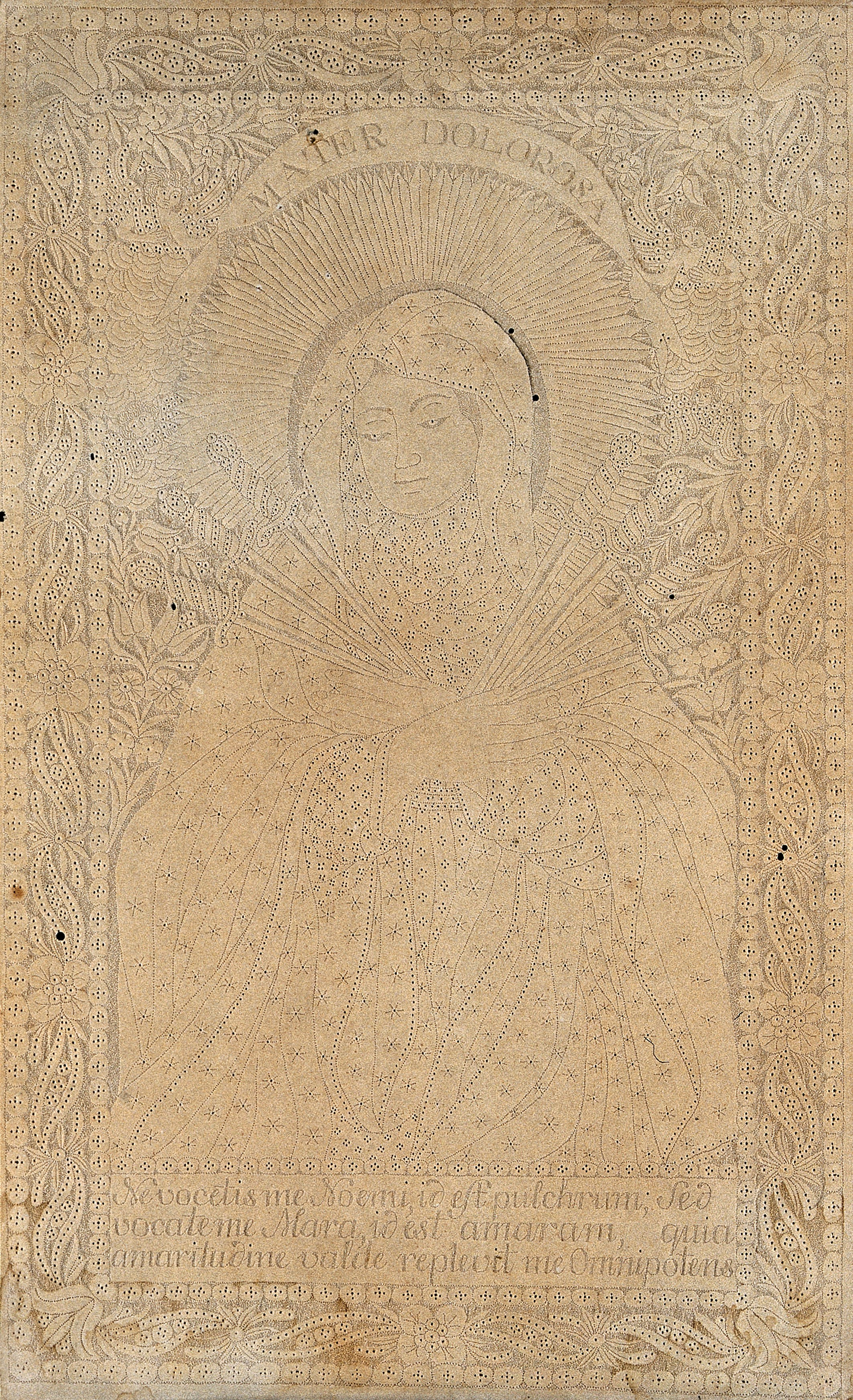